# Kategoria Superiore (2013/2014)
Kategoria Superiore (2013/2014) – 75. edycja najwyższych w hierarchii rozgrywek ligowych albańskiej klubowej piłki nożnej. 
Sezon rozpoczął się 31 sierpnia 2013 roku, a zakończył w 10 maja 2014 roku. 
Tytuł obroniła drużyna Skënderbeu Korcza.
W tym roku z powodu reorganizacji ligi spadły cztery ostatnie drużyny.

## Drużyny
| Uczestnicy poprzedniej edycji                                                                                 | Uczestnicy poprzedniej edycji | Uczestnicy poprzedniej edycji | Uczestnicy poprzedniej edycji |
| --- | ----------------------------- | ----------------------------- | ----------------------------- |
| SKË | Skënderbeu Korcza             | 1                             |                               |
| KUK | Kukësi                        | 2                             |                               |
| TEU | Teuta Durrës                  | 3                             |                               |
| FLV | Flamurtari Vlora              | 4                             |                               |
| TIR | KF Tirana                     | 5                             |                               |
| VLS | KF Vllaznia                   | 6                             |                               |
| LAÇ | KF Laçi                       | 7                             |                               |
| KAS | Kastrioti Kruja               | 8                             |                               |
| BES | Besa Kavaja                   | 9                             |                               |
| BYL | Bylis Ballsh                  | 10                            |                               |
| Awans z Kategoria e Parë (2012/2013)                                                                          |                               |                               |                               |
| LUS | KS Lushnja                    | 1                             |                               |
| PAR | Partizani Tirana              | 2                             |                               |
| Oznaczenia: - kolumna pierwsza – skróty nazw drużyn, - kolumna trzecia – miejsce zajęte w poprzednim sezonie. |                               |                               |                               |

## Tabela
| Lp. | Drużyna        | M  | Z  | R  | P  | B+ | B- | +/– | Pkt | Kwalifikacja lub spadek                                      |
| --- | -------------- | -- | -- | -- | -- | -- | -- | --- | --- | ------------------------------------------------------------ |
| 1   | Skënderbeu (M) | 33 | 18 | 7  | 8  | 52 | 32 | +20 | 61  | Kwalifikacja do Liga Mistrzów UEFA • II runda kwalifikacyjna |
| 2   | Kukësi         | 33 | 16 | 9  | 8  | 46 | 34 | +12 | 57  | Kwalifikacja do Liga Europy UEFA • I runda kwalifikacyjna    |
| 3   | Laçi           | 33 | 16 | 6  | 11 | 41 | 28 | +13 | 54  | Kwalifikacja do Liga Europy UEFA • I runda kwalifikacyjna    |
| 4   | Teuta          | 33 | 14 | 12 | 7  | 46 | 35 | +11 | 54  |                                                              |
| 5   | Partizani      | 33 | 15 | 8  | 10 | 33 | 26 | +7  | 53  |                                                              |
| 6   | Tirana         | 33 | 14 | 8  | 11 | 36 | 31 | +5  | 50  |                                                              |
| 7   | Flamurtari (P) | 33 | 14 | 9  | 10 | 45 | 40 | +5  | 48  | Kwalifikacja do Liga Europy UEFA • I runda kwalifikacyjna    |
| 8   | Vllaznia       | 33 | 12 | 9  | 12 | 42 | 36 | +6  | 45  |                                                              |
| 9   | Besa (S)       | 33 | 11 | 9  | 13 | 34 | 32 | +2  | 39  | Spadek do Kategoria e Parë                                   |
| 10  | Kastrioti (S)  | 33 | 8  | 5  | 20 | 26 | 46 | −20 | 29  | Spadek do Kategoria e Parë                                   |
| 11  | Lushnja (S)    | 33 | 7  | 5  | 21 | 32 | 59 | −27 | 26  | Spadek do Kategoria e Parë                                   |
| 12  | Bylis (S, W)   | 33 | 5  | 9  | 19 | 20 | 54 | −34 | 24  | Wykluczenie z ligi                                           |

1. ↑  Flamurtari za niedopełnienie obowiązków związanych z bezpieczeństwem działaczy klubu przeciwnego, dyskryminację drużyny przeciwnej oraz odpowiedzialność za zachowanie kibiców została ukarana odjęciem 3 punktów w klasyfikacji generalnej i rozegraniem 4 meczów domowych na innym stadionie[2].
2. ↑  Besa została ukarana walkowerem, nie pojawiła się na meczu z Tiraną[3].
3. ↑  Bylis został wykluczony[4] z ligi po incydencie podczas meczu z Laçi w 24. rundzie[5].

## Wyniki
| Gospodarz \ Gość | BES | BYL | FLA | KAS | KUK | LAÇ | LUS | PAR | SKË | TEU | TIR | VLL | BES | BYL | FLA | KAS | KUK | LAÇ | LUS | PAR | SKË | TEU | TIR | VLL |
| ---------------- | --- | --- | --- | --- | --- | --- | --- | --- | --- | --- | --- | --- | --- | --- | --- | --- | --- | --- | --- | --- | --- | --- | --- | --- |
| Besa             |     | 2–1 | 2–0 | 1–0 | 2–0 | 2–2 | 1–1 | 0–1 | 1–1 | 2–2 | 1–0 | 1–0 |     |     | 3–1 | 1–1 | 0–1 | 0–0 | 3–0 |     |     |     |     | 0–0 |
| Bylis            | 3–0 |     | 0–0 | 1–0 | 1–1 | 1–0 | 1–1 | 1–0 | 1–0 | 2–2 | 0–1 | 0–0 | 0–3 |     |     |     | 0–3 | 0–3 | 0–3 |     |     |     | 0–3 |     |
| Flamurtari       | 1–4 | 2–2 |     | 0–1 | 2–1 | 1–1 | 4–3 | 1–0 | 2–1 | 2–0 | 1–1 | 3–1 |     | 3–0 |     |     |     |     |     | 0–0 | 1–0 | 0–0 | 2–2 |     |
| Kastrioti        | 2–1 | 2–1 | 0–0 |     | 0–1 | 0–2 | 2–0 | 0–2 | 0–1 | 0–0 | 0–0 | 3–2 |     | 3–0 | 1–3 |     |     |     | 2–1 |     |     |     | 2–3 | 2–4 |
| Kukësi           | 1–1 | 0–0 | 3–2 | 1–0 |     | 1–0 | 1–0 | 0–1 | 1–1 | 0–0 | 2–1 | 0–3 |     |     | 4–2 | 2–1 |     | 1–1 | 4–1 |     |     | 3–0 |     | 1–1 |
| Laçi             | 1–0 | 1–0 | 1–0 | 1–0 | 1–2 |     | 3–1 | 1–0 | 2–2 | 2–1 | 1–0 | 3–0 |     |     | 0–1 | 6–0 |     |     | 1–0 | 2–0 |     | 1–0 |     | 0–2 |
| Lushnja          | 1–0 | 2–0 | 2–4 | 0–0 | 1–0 | 1–0 |     | 2–0 | 0–1 | 1–1 | 2–1 | 1–1 |     |     | 2–3 |     |     |     |     | 2–4 | 2–4 | 0–2 |     | 0–2 |
| Partizani        | 3–1 | 2–2 | 0–0 | 1–0 | 0–0 | 2–1 | 2–0 |     | 0–0 | 3–0 | 1–0 | 0–1 | 1–0 | 2–0 |     | 1–0 | 1–0 |     |     |     | 1–2 |     | 1–1 |     |
| Skënderbeu       | 1–0 | 2–1 | 2–0 | 2–0 | 1–3 | 2–1 | 2–0 | 3–0 |     | 1–1 | 1–0 | 2–1 | 1–0 | 3–0 |     | 3–1 | 3–3 | 1–2 |     |     |     |     | 2–3 |     |
| Teuta            | 0–1 | 2–1 | 2–1 | 1–2 | 2–1 | 2–1 | 6–2 | 1–1 | 1–1 |     | 2–0 | 3–2 | 1–0 | 3–0 |     | 1–0 |     |     |     | 3–1 | 2–1 |     | 1–1 |     |
| Tirana           | 2–1 | 1–0 | 0–2 | 1–0 | 3–1 | 0–0 | 1–0 | 1–0 | 0–2 | 0–0 |     | 1–1 | 3–0 |     |     |     | 1–2 | 2–0 | 1–0 |     |     |     |     | 2–1 |
| Vllaznia         | 0–0 | 1–1 | 0–1 | 2–1 | 1–2 | 3–0 | 2–0 | 1–1 | 1–3 | 1–1 | 2–0 |     |     | 3–0 | 1–0 |     |     |     |     | 0–1 | 1–0 | 1–3 |     |     |

1. 1 2 3 4 5 6 7 8 9  19 marca Bylis zostało wykluczone ligi; wszystkie pozostałe mecze uznano jako walkowery[4].
2. ↑  Bylis zostało ukarane walkowerem (wynik na boisku 0-0)[4].
3. ↑  Kukësi zostało ukarane walkowerem (wynik na boisku 1-3) za przerwanie meczu przez kibiców[2].
4. ↑  Besa została ukarana walkowerem za niestawienie się na mecz[3].

## Najlepsi strzelcy
| Bramki | Strzelcy               | Drużyna                    |
| ------ | ---------------------- | -------------------------- |
| 20     | Pero Pejić             | Skënderbeu Korçë           |
| 17     | Sokol Cikalleshi       | FK Kukësi                  |
| 14     | Daniel Xhafaj          | Teuta Durrës               |
| 13     | Tomislav Bušić         | Vllaznia Shkodër           |
| 13     | Fatjon Sefa            | Besa Kavajë                |
| 12     | Arbër Abilaliaj        | Flamurtari Vlorë           |
| 8      | Mikel Canka            | KS Lushnja                 |
| 8      | Andi Ribaj             | Skënderbeu Korçë           |
| 8      | Erjon Vuçaj            | KF Laçi                    |
| 7      | Solomonson Izuchukwuka | Bylis Ballsh/FK Kukësi     |
| 7      | Mario Morina           | Skënderbeu Korçë/KF Tirana |
| 7      | Bledi Shkëmbi          | Skënderbeu Korçë           |
| 7      | Ndriçim Shtubina       | Vllaznia Shkodër           |

Źródło: soccerway

## Stadiony
| Besa                             | Bylis               | Flamurtari          | Kastrioti            | Kukësi                   | Laçi                |
| Stadiumi Besa                    | Stadiumi Adush Muça | Stadiumi Flamurtari | Stadiumi Kastrioti   | Stadiumi Zeqir Ymeri     | Stadiumi Laçi       |
| Pojemność: 19 000                | Pojemność: 15 200   | Pojemność: 13 000   | Pojemność: 10 000    | Pojemność: 10 000        | Pojemność: 11 000   |
|                                  |                     |                     |                      |                          |                     |
| Lushnja                          | Partizani           | Skënderbeu          | Teuta                | Tirana                   | Vllaznia            |
| Stadiumi Abdurrahman Roza Haxhiu | Qemal Stafa Stadium | Stadiumi Skënderbeu | Stadiumi Niko Dovana | Stadiumi Selman Stërmasi | Stadion Loro-Boriçi |
| Pojemność: 12 000                | Pojemność: 20 000   | Pojemność: 12 000   | Pojemność: 13 000    | Pojemność: 12 500        | Pojemność: 16 000   |
|                                  |                     |                     |                      |                          |                     |